# Lepteucosma blanda
Lepteucosma blanda är en fjärilsart som beskrevs av Kawabe 1989. Lepteucosma blanda ingår i släktet Lepteucosma och familjen vecklare. Inga underarter finns listade i Catalogue of Life.